# Гасконська мова
Гасконська мова-діалект — (окс. gascon, [gasˈku]; фр. gascon[gasˈkɔ̃]; ісп. gascón[gasˈkɔn]) — діалект окситанської мови. Іноді розглядається як самостійна романська мова.
Гасконська мова поширена у Гасконі і Беарні (у Франції: в частині департаментів Атлантичні Піренеї, Верхні Піренеї, Ланди, Жер, Верхня Гаронна, Ло і Гаронна и Ар'єж, у більшій частині Жиронди; в Іспанії — в невеликій долині Баль-д'Аран на північному заході Каталонії). У світі мовою володіє близько 250 тис. осіб.
В Іспанії поширений лише південний варіант гасконської мови аранська говірка, на яку значно вплинули каталанська і іспанська мови. Внаслідок цього впливу існує тенденція віддалення аранського діалекту від французьких діалектів гасконської мови. Аранська говірка має у Баль-д'Аран статус офіційної мови (разом з іспанською й каталанською мовами).

## Баскський субстрат
Мова, що нею розмовляли в Гасконі перед римським правлінням, була частиною діалектного континууму баскської (див. аквітанська мова). Саме слово «Гасконь» виникло з латинського кореня vasco/vasconem і є однокореневе з «баск» (Vasconēs, з переходом [v] → [gw] → [g]). Це може свідчити про те, що носії мови у той час ідентифікували себе як баски. Присутність баскського субстрату в розвитку гасконської мови було доведено науково. Ця теорія пояснює деякі особливості, що вирізнюють гасконську від інших окситанських мов.
Характерна риса гасконської, що може походити з мови-субстрату, є заміна «f» на «h». У словах, які в латині первісно починалися з [f], (наприклад festa — «торжество, урочистість»), цей звук послабшав до придихового [h], а потім, у деяких позиціях зовсім зник (гасконське hèsta [ˈhɛsto] або [ˈɛsto]). Згідно із субстратною теорією, це могло статися внаслідок відсутності у баскських діалектах фонеми /f/. Подібна зміна виникла у континентальній іспанській: латинське facere стало іспанським hacer (вимовляється: [a.ˈθer], а у деяких віддалених районах, особливо в південно-східних Андалусії — [haˈθɛɾ]).
Деякі лінгвісти, однак, вважають субстратну теорію помилковою і пояснюють ці та інші зміни внутрішніми мовними процесами. Перехід [f] в [h] як у гасконській, так і в іспанській мовах, які розвивалися у баскомовних регіонах, може бути збігом, хоча це й маловірогідно.
Сучасна баскська мова також підпала під лексичний вплив з боку гасконської, наприклад, слова beira («скло»), polit («милий», гасконське polit/polida).

## Сучасне становище
Під час опитування, яке було проведено у 1982 році в Беарні, виявилось, що 51% населення розмовляє гасконською, 70% розуміло її, а 85% підтримувало захист мови. Однак, останнім часом вживання мови значно зменшилося — здебільшого через те, що мова не передається наступним поколінням. Найбільше зменшилось вживання мови в містах і на північному сході ареалу.
У Франції стосовно гасконської мови вживається термін «патуа», що означає місцеву говірку в цілому. У Беарні місцеві варіанти гасконської мови з XVI століття називаються «Béarnais» (беарнська). Це пов'язано з політичним минулим Беарну, що з 1347 до 1620 року був суверенною державою.
У лінгвістичному відношенні, уніфікований беарнський діалект не існує, і в різних регіонах провінції мова значно відрізняється. Відмінності у вимові можна розділити на східні, західні і північні (у гірських районах). Наприклад, «a» у кінці слова на заході вимовляють як [a], на сході — [o], а на півдні — [œ].

## Субдіалекти
Гасконська мова включає в себе три групи говорів:
- Рівнинні («Garonnais Gascon») — в долині річки Гаронна. Найменш відокремлена форма гасконської. Близькі до лангедокського діалекту окситанскої мови.
- Піренейські говори — на півдні і південному заході ареалу. Вирізняються деякими архаїчними і специфічними рисами.
- Іноді виділяють проміжні групи, до яких відносять зокрема говори Беарну.

## Запозичення з гасконської до інших мов
Деякі слова французької мови мають гасконське походження. Наприклад, французьке cadet (-te) — «молодший, -а», первісно означало «молодший (син)», «молодий шляхтич, покликанням якого мала стати військова або духовна кар'єра», походить від гасконського capdèt — «командир, начальник». Гасконське berret — «шапка» потрапило до беарнського, а потім і до літературної французької: béret — «баскська шапка». За посередництвом французької ці слова увійшли до інших мов: наприклад , українські слова «кадет» і «берет». Англійська назва боровика cep походить від гасконського cep — «стовбур», а izard — «піренейська сарна» від французького або гасконського isard.

## Слова
| Слово     | Переклад       |
| --------- | -------------- |
| земля     | tèrra          |
| небо      | cèu            |
| вода      | aiga           |
| вогонь    | huec, huc, hòc |
| чоловік   | òmi, òme       |
| жінка     | hemna          |
| їсти      | minjar, manjar |
| пити      | béver          |
| великий   | gran           |
| маленький | petit, chicòi  |
| ніч       | nueit, net     |
| день      | dia, jorn      |